# Gare de Souillac
Gare de Souillac vasútállomás Franciaországban, Souillac településen.

## Vasútvonalak
Az állomást az alábbi vasútvonalak érintik:
- Orléans–Montauban-vasútvonal
- Souillac-Viescamp-sous-Jallès-vasútvonal

## Kapcsolódó állomások
A vasútállomáshoz az alábbi állomások vannak a legközelebb:
- Gare de Gourdon (Gare de Montauban-Ville-Bourbon, Orléans–Montauban-vasútvonal)
- Gare de Gignac-Cressensac (Gare des Aubrais - Orléans, Orléans–Montauban-vasútvonal)